# Daniel Davari
Daniel Davari (pers. دانیال داوری, ur. 6 stycznia 1988 w Gießen) – piłkarz niemiecko-polsko-irańskiego pochodzenia grający na pozycji bramkarza. Od 2017 jest zawodnikiem klubu MSV Duisburg.

## Kariera klubowa
Swoją karierę piłkarską Davari rozpoczynał w klubach SV Garbenteich i TSG Wieseck. W 2004 roku podjął treningi w FSV Mainz 05. W 2008 roku awansował do rezerw tego zespołu i grał w nich do 2009 roku.
W maju 2009 roku Davari przeszedł do zespołu Eintracht Brunszwik, z którym podpisał dwuletni kontrakt. W sezonie 2009/2010 grał w rezerwach Eintrachtu. W 2010 roku stał się członkiem pierwszego zespołu. 11 września 2010 zadebiutował w nim w wygranym 2:0 domowym meczu 3. Ligi z Rot Weiss Ahlen. W sezonie 2010/2011 awansował z Eintrachtem do drugiej ligi Niemiec. W sezonie 2011/2012 stał się podstawowym bramkarzem Eintrachtu. Z kolei w sezonie 2012/2013 awansował z klubem z Brunszwiku do pierwszej ligi niemieckiej. W 2014 roku spadł z Eintrachtem do drugiej ligi.
Latem 2014 Davari przeszedł do Grasshopper Club Zurych, a w 2015 do Arminii Bielefeld.
| Sezon   | Klub                   | Kraj       | Rozgrywki     | Mecze | Bramki |
| ------- | ---------------------- | ---------- | ------------- | ----- | ------ |
| 2007/08 | FSV Mainz 05 II        | Niemcy     | Oberliga      | 8     | 0      |
| 2008/09 | FSV Mainz 05 II        | Niemcy     | Regionalliga  | 24    | 0      |
| 2009/10 | Eintracht Brunszwik II | Niemcy     | Oberliga      | 4     | 0      |
| 2010/11 | Eintracht Brunszwik    | Niemcy     | 3. Liga       | 5     | 0      |
| 2010/11 | Eintracht Brunszwik II | Niemcy     | Regionalliga  | 8     | 0      |
| 2011/12 | Eintracht Brunszwik    | Niemcy     | 2. Bundesliga | 29    | 0      |
| 2012/13 | Eintracht Brunszwik    | Niemcy     | 2. Bundesliga | 30    | 0      |
| 2013/14 | Eintracht Brunszwik    | Niemcy     | Bundesliga    | 29    | 0      |
| 2014/15 | Grasshoppers Zurych    | Szwajcaria | Super League  | 9     | 0      |
| 2015/16 | Arminia Bielefeld      | Niemcy     | 2. Bundesliga | 1     | 0      |
| 2016/17 | Arminia Bielefeld      | Niemcy     | 2. Bundesliga | 8     | 0      |
| 2017/18 | MSV Duisburg           | Niemcy     | 2. Bundesliga |       |        |

## Kariera reprezentacyjna
W reprezentacji Iranu Davari zadebiutował 15 listopada 2013 w wygranym 3:0 meczu eliminacjach do Pucharu Azji 2015 z Tajlandią, rozegranym w Bangkoku.